# Plantillas Burmester

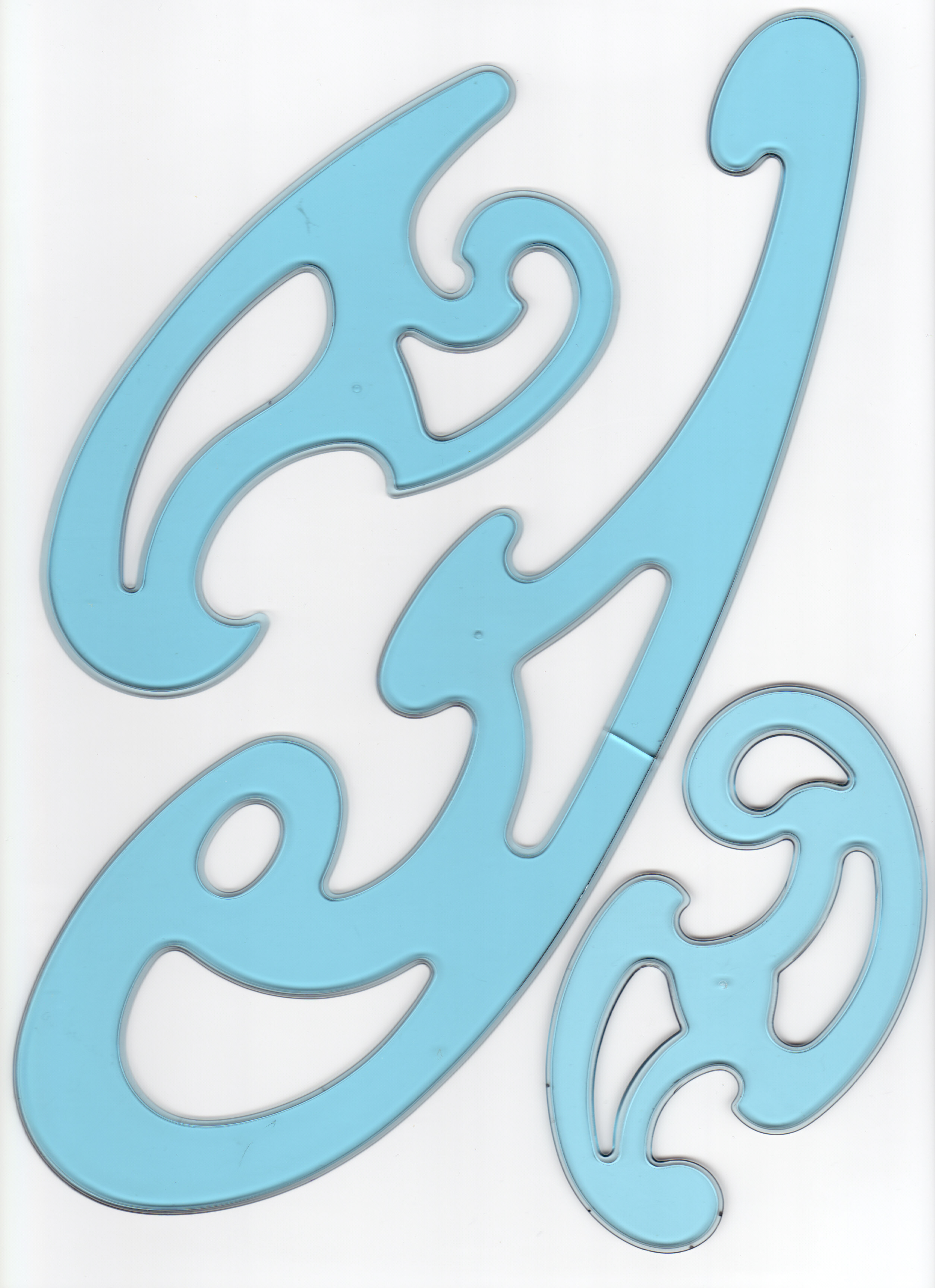
Juego de tres plantillas Burmester moldeadas en plástico.

Las plantillas Burmester o pistoletes son un útil empleado en dibujo técnico para rotular curvas cónicas u otras curvas suaves. Usualmente están fabricadas en metal, plástico o madera, y están compuestas por varios perfiles diferentes (habitualmente forman un juego de tres plantillas). Las formas son segmentos de espiral logarítmica o de clotoide. La plantilla se coloca sobre la superficie de trabajo (papel, cartón, madera...) y con cualquier útil de dibujo (o con una cuchilla) se recorre su contorno para reproducir el perfil deseado.
Deben su nombre al geómetra alemán Ludwig Burmester (1840-1927).
En la actualidad los programas informáticos han sustituido en gran parte estas plantillas mediante las curvas de Bézier. 

## Conjunto típico
El juego típico está compuesto por tres curvas, que se pueden distinguir fácilmente por sus diferentes tamaños.
- La más pequeña se usa para trazar elipses.
- La mediana para dibujar hipérbolas.
- La grande es usada principalmente para dibujar parábolas.

|  |  |  |  |